# Carrera professional
Una carrera professional és el conjunt ordenat d'expectatives d'ascens professional, de mobilitat i d'increment del reconeixement de l'exercici del mateix lloc de treball de què disposa un empleat des del moment del seu ingrés fins al moment en què deixa de prestar serveis en una organització.

## Etimologia
La paraula "carrera" deriva en última instància del llatí carrus, que es refereix a un carro.
L'extensió semàntica per la qual "carrera" va passar a significar "curs de la vida pública o professional d'algú" apareix a partir de 1803. S'utilitza en dotzenes de llibres publicats l'any 1800, en referència a la carrera literària de Goethe, la carrera comercial i la carrera professional d'altres figures biogràfiques, per la qual cosa la frase probablement s'usava regularment l'any 1800.
A finals del segle xx, una àmplia gamma de variacions (especialment en la gamma de professions potencials) i una educació més generalitzada havien permès planificar (o dissenyar) una carrera: en aquest sentit, les carreres del conseller i l'assessor de carrera ha crescut. Tampoc no és estrany que els adults de finals del segle XX i principis del XXI tinguin carreres duals o múltiples, de forma seqüencial o simultània. Per tant, les identitats professionals s'han dividit o hibridat per reflectir aquest canvi a l'ètica del treball. L'economista Richard Florida observa aquesta tendència en general i més específicament entre la “classe creativa”.

## Gestió de la carrera
La gestió de la carrera o el desenvolupament de la carrera descriu la gestió activa i decidida d'una carrera per part d'un individu. Les idees del que comprenen les "habilitats de gestió de carrera" es descriuen en el model Blueprint (als Estats Units, Canadà, Austràlia, Escòcia i Anglaterra) i les Set C de l'alfabetització professional digital (específicament relacionades amb habilitats d'Internet).
Les habilitats clau inclouen la capacitat de reflexionar sobre la carrera actual, investigar el mercat laboral, determinar si l'educació és necessària, trobar vacants i fer canvis de carrera.

### Elecció de la carrera
Segons Behling i altres, la decisió d'un individu d'unir-se a una empresa pot dependre de qualsevol dels tres factors, és a dir: factor objectiu, factor subjectiu i contacte crític.
- La teoria del factor objectiu assumeix que els sol·licitants són racionals. L'elecció, per tant, s'exerceix després d'una avaluació objectiva dels beneficis tangibles del treball. Els factors poden incloure el sou, altres beneficis, la ubicació, les oportunitats de millora professional, etc.
- La teoria dels factors subjectius suggereix que la presa de decisions està dominada per factors socials i psicològics. L'estat del treball, la reputació de l'organització i altres factors semblants tenen un paper important.
- La teoria del contacte crític avança en la idea que les observacions d'un candidat mentre interactua amb l'organització tenen un paper vital en la presa de decisions. Per exemple, la manera com el reclutador es manté en contacte amb el candidat, la rapidesa de resposta i factors similars són rellevants. Aquesta teoria és més vàlida amb professionals experimentats.

Aquestes teories assumeixen que els candidats poden triar lliurement els seus ocupadors i les seves carreres. En realitat, l'escassetat de llocs de treball i la forta competència per llocs de treball desitjables esbiaixen greument el procés de presa de decisions. A molts mercats, els empleats treballen en determinades carreres simplement perquè es van veure obligats a acceptar qualsevol feina disponible per a ells. A més, Ott-Holland i els seus col·legues van descobrir que la cultura pot tenir una gran influència a l'elecció de carrera, segons el tipus de cultura.
En triar una carrera que sigui millor per a una persona, segons US News, hi ha diverses coses a considerar. Alguns inclouen: talents naturals, estil de treball, interacció social, equilibri entre el treball i la vida, si està buscant cobrar més o no, si se sent còmode davant l'ull públic, bregant amb l'estrès o no i, finalment, quants diners vol fer. Escollir una carrera no significa necessàriament cenyir-se a aquesta línia de treball durant tota la teva vida. Es pot revaluar la decisió més endavant en funció dels objectius a llarg termini.

### Canvi de carrera
Canviar d'ocupació és un aspecte important de la carrera i la gestió de carrera. Al llarg de la vida tant l'individu com el mercat laboral canviaran; cal esperar que moltes persones canviïn d'ocupació durant les seves vides. A mitjan segle XX era habitual que una persona es jubilés a la mateixa empresa on havia començat a treballar. Però això ha anat evolucionant. Les dades recopilades per l'Oficina d'Estadístiques Laborals dels Estats Units a través de l'Enquesta Nacional Longitudinal de la Joventut el 1979 van mostrar que les persones entre les edats de 18 i 38 tindrien més de 10 feines.
Hi ha diverses raons per les quals les persones poden voler canviar de carrera. De vegades, el canvi de carrera pot ser com a resultat d'un acomiadament anticipat, mentre que altres vegades pot passar inesperadament i sense avís previ.
Una enquesta duta a terme per Right Management suggereix les següents raons per canviar de carrera.
- La reducció o la reestructuració d'una organització (54%).
- Nous reptes o oportunitats que sorgeixen (30%).
- Lideratge deficient o ineficaç (25%).
- Tenir una mala relació amb la gerència (22%).
- Per a la millora de la conciliació de la vida personal i laboral (21%).
- No es reconeixen les contribucions (21%).
- Per a una millor compensació i beneficis (18%),
- Per a una millor alineació amb els valors personals i organitzacionals (17%).
- Les fortaleses i les capacitats personals no encaixen bé amb una organització (16%).
- La inestabilitat financera d'una organització (13%).
- Una organització reubicada (12%).

Segons un article de Time.com, una de cada tres persones ocupades a partir del 2008 passa aproximadament una hora al dia buscant un altre lloc de treball.

## Èxit professional
Èxit professional és un terme que s'utilitza sovint en els escrits acadèmics i populars sobre carreres. Es refereix al grau i les formes en què un individu es pot descriure com a reeixit en la seva vida laboral fins ara.
Durant les dècades del 1950 i el 1960, les persones generalment treballaven per a una o dues empreses durant la seva carrera i l'èxit el definia l'organització i es mesurava per promocions, augments de salari i/o estatus. Aquestes carreres tradicionals van ser exemplificades pel model d'etapa de carrera de Donald Super. El model d'etapa de carrera lineal de Super va suggerir que les carreres tenen lloc dins del context d'estructures organitzatives estables. Els individus van pujar en la jerarquia de l'organització a la recerca de més recompenses extrínseques.
L'èxit professional primerenc pot generar desil·lusió més tard, especialment quan l'autoestima d'una persona està lligada a la seva carrera o èxits. L'èxit professional tendeix a arribar d'hora en alguns camps, com ara la recerca científica, i més tard en altres camps, com l'ensenyament.
Els ingressos poden expressar-se en termes absoluts (per exemple, la quantitat que guanya una persona) o en termes relatius (per exemple, la quantitat que guanya una persona en comparació del salari inicial). Els guanys i l'estatus són exemples de criteris objectius d'èxit, on “objectiu” significa que es poden verificar amb fets i no són purament una qüestió d'opinió.
Molts observadors sostenen que les carreres són menys predictibles que abans, a causa del ràpid ritme del canvi econòmic i tecnològic. Això significa que la gestió de la carrera és més òbviament responsabilitat de l'individu que de l'organització que el fa servir, perquè una feina per a tota la vida és cosa del passat. Això ha posat més èmfasi en els criteris subjectius de l'èxit professional. Aquests inclouen la satisfacció laboral, la satisfacció professional, l'equilibri entre el treball i la vida personal, un sentit d'èxit personal i aconseguir una feina que sigui consistent amb els valors personals. És probable que l'avaluació d'una persona sobre l'èxit de la seva carrera es vegi influïda per les comparacions socials, sovint amb com els ha anat als membres de la família, amics o companys a l'escola o la universitat.
La quantitat i el tipus d'èxit professional que aconsegueix una persona es veuen afectats per diverses formes de capital professional. Aquests inclouen capital social (l'extensió i profunditat dels contactes personals a què pot recórrer una persona), capital humà (habilitats, experiències i qualificacions demostrables), capital econòmic (diners i altres recursos materials que permeten l'accés a recursos relacionats amb la carrera) i capital cultural (tenir habilitats, actituds o coneixements generals per operar de manera efectiva en un context social particular).